# Willem de Passe
Willem de Passe, auch: de Pas; van de Passe; Passaeus, Wilhelmus (* um 1598 in Köln; † um 1637 in London) war ein Kupferstecher.

## Leben und Wirken
Willem war der dritte Sohn von Crispin de Passe dem Älteren, der ihn zum Kupferstecher ausbildete, sowie Bruder von Crispin dem Jüngeren, Simon und Magdalena de Passe; er war der letzte Künstler der de Passe-Generation. Seine ersten Werke wurden noch von seinem Vater verlegt. Von 1618 bis 1620 lebte Willem in Utrecht. Wahrscheinlich arbeitete er anschließend zunächst bei seinem Bruder in Frankreich und zog von dort aus im Jahr 1621 nach England.
Willem de Passe war mit der Tochter Elisabeth des Verlegers Thomas Jenner verheiratet, der Willems erste Platten in London herausgab. Am 6. April 1624 trat de Passe mit 26 Jahren der Huguenot Church bei, die französische Calvinisten 1550 in der Threadneedle Street gegründet hatten. Er hatte einen Sohn namens Crispin (* um 8. April 1624) und eine Tochter Elisabeth (* um 25. September 1625).
Dokumente in Utrecht, veröffentlicht von Haverkorn van Rijsewijk (Oud Holland, X 1892, S. 104,106), besagen, dass er im Oktober 1636 in London lebte und dass er im Dezember 1637 verstarb.

## Werke (Auswahl)
- 1610–1620  Passionsengel, eine von 10 Platten einer Serie nach Werken seines Vaters, von Crispin de Passe d. Ä. verlegt.
- 1615–1625 Tactus, eine Platte der fünf Sinne, ebd.
- 1618 und 1620 Heroologia Anglica von Henry Holland. Für dieses Buch des englischen Buchhändlers und Verlegers Holland (1583–1650?) gravierte er mit seiner Schwester Magdalena die Platten der Illustration:

- 1620 Robert Devereux, Earl of Essex
- 1620 John Hawkins
- 1620 Sir Francis Walsingham

- 1622–1623 Generosiss. Henricus Richius Eques Auratus et Custodiae Regis Praefectus, von Jenner verlegt. Ovale Porträtgravur, Rand mit Bleistift und Rötelornamenten geschmückt.
- 1622 eine Platte für John Bill
- 1625 letzte Platte